# Parigi-Corrèze 2002
La Parigi-Corrèze 2002, seconda edizione della corsa, si svolse dal 27 al 29 settembre 2002 su un percorso di 560 km ripartiti in 3 tappe, con partenza da Ormes e arrivo a Brive-la-Gaillarde. Fu vinta dall'australiano Baden Cooke della FDJ davanti agli austriaci Bernhard Eisel e René Haselbacher.

## Tappe
| Tappa  | Data         | Percorso                   | km    | Vincitore di tappa | Leader cl. generale |
| ------ | ------------ | -------------------------- | ----- | ------------------ | ------------------- |
| 1ª     | 27 settembre | Ormes > Romorantin         | 196,8 | Baden Cooke        | Baden Cooke         |
| 2ª     | 28 settembre | Contres > Saint-Junien     | 207,6 | Andy Flickinger    | Baden Cooke         |
| 3ª     | 29 settembre | Objat > Brive-la-Gaillarde | 155,7 | Pierrick Fédrigo   | Baden Cooke         |
| Totale | Totale       | Totale                     | 560   |                    |                     |

## Dettagli delle tappe

### 1ª tappa
- 27 settembre: Ormes > Romorantin – 196,8 km

| Pos. | Corridore      | Squadra | Tempo    |
| ---- | -------------- | ------- | -------- |
| 1    | Baden Cooke    | FDJ     | 4h07'09" |
| 2    | Bernhard Eisel | Mapei   | s.t.     |
| 3    | Jeremy Hunt    | Big Mat | s.t.     |

| Pos. | Corridore      | Squadra | Tempo    |
| ---- | -------------- | ------- | -------- |
| 1    | Baden Cooke    | FDJ     | 4h07'06" |
| 2    | Bernhard Eisel | Mapei   | a 1"     |
| 3    | Jeremy Hunt    | Big Mat | a 2"     |

### 2ª tappa
- 28 settembre: Contres > Saint-Junien – 207,6 km

| Pos. | Corridore        | Squadra      | Tempo    |
| ---- | ---------------- | ------------ | -------- |
| 1    | Andy Flickinger  | AG2R         | 4h32'41" |
| 2    | Michael Rich     | Gerolsteiner | a 7"     |
| 3    | Fabrice Salanson | Bonjour      | a 9"     |

| Pos. | Corridore      | Squadra | Tempo    |
| ---- | -------------- | ------- | -------- |
| 1    | Baden Cooke    | FDJ     | 8h41'32" |
| 2    | Bernhard Eisel | Mapei   | a 1"     |
| 3    | Jeremy Hunt    | Big Mat | a 2"     |

### 3ª tappa
- 29 settembre: Objat > Brive-la-Gaillarde – 155,7 km

| Pos. | Corridore         | Squadra         | Tempo    |
| ---- | ----------------- | --------------- | -------- |
| 1    | Pierrick Fédrigo  | Crédit Agricole | 3h34'18" |
| 2    | Kurt Asle Arvesen | EDS-Fakta       | s.t.     |
| 3    | Mark Scanlon      |                 | a 5"     |

| Pos. | Corridore        | Squadra      | Tempo     |
| ---- | ---------------- | ------------ | --------- |
| 1    | Baden Cooke      | FDJ          | 12h21'07" |
| 2    | Bernhard Eisel   | Mapei        | a 1"      |
| 3    | René Haselbacher | Gerolsteiner | a 3"      |

## Classifiche finali

### Classifica generale
| Pos. | Corridore        | Squadra                  | Tempo     |
| ---- | ---------------- | ------------------------ | --------- |
| 1    | Baden Cooke      | FDJ                      | 12h21'07" |
| 2    | Bernhard Eisel   | Mapei-Quick Step Espoirs | a 1"      |
| 3    | René Haselbacher | Gerolsteiner             | a 3"      |
| 4    | Janek Tombak     | Cofidis                  | s.t.      |
| 5    | Charles Guilbert | Bonjour                  | s.t.      |
| 6    | Patrice Halgand  | Jean Delatour            | s.t.      |
| 7    | Franck Renier    | Bonjour                  | s.t.      |
| 8    | Jens Voigt       | Crédit Agricole          | s.t.      |
| 9    | Giampaolo Caruso | ONCE-Eroski              | s.t.      |
| 10   | Fabrice Gougot   | Phonak Hearing Systems   | s.t.      |